# Peridea ochreipennis
Peridea ochreipennis är en fjärilsart som beskrevs av Nakamura 1973. Peridea ochreipennis ingår i släktet Peridea och familjen tandspinnare. Inga underarter finns listade i Catalogue of Life.